# Église Sainte-Catherine de Séville
Pour les articles homonymes, voir Église Sainte-Catherine.
L'église Sainte-Catherine (espagnol : Iglesia de Santa Catalina) est située à Séville, en Andalousie (Espagne). Elle est de style gothique-mudéjar et a été bâtie au XIVe siècle.
En 1912 elle a été déclarée Monument National, et elle abrite le siège canonique des fraternités de l'Exaltation, de la Vierge du Carmen et du Rosaire, et de Sainte-Lucie.

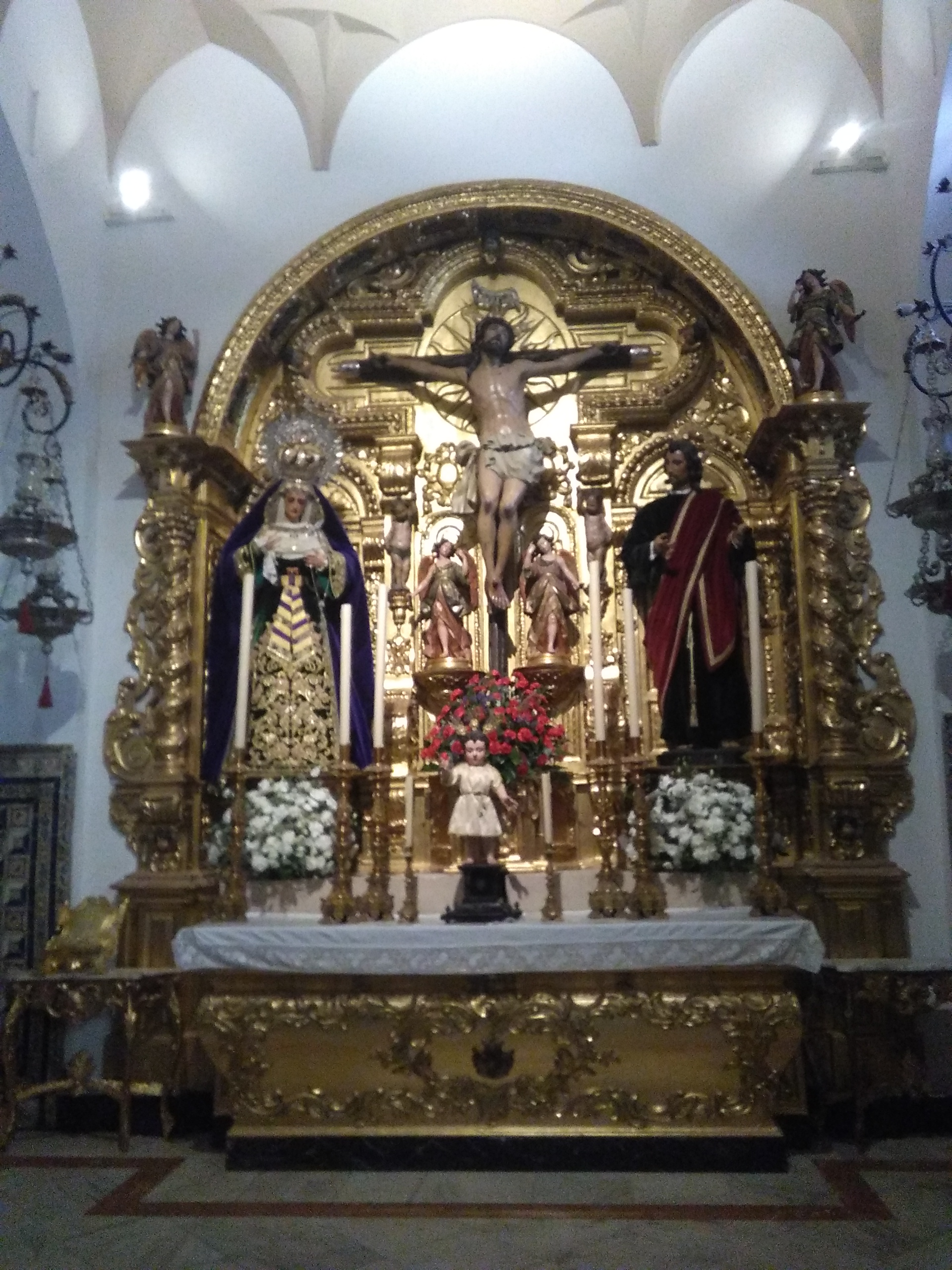
Retable autel des titulaires de la fraternité de l'Exaltation.

## Galerie d'images

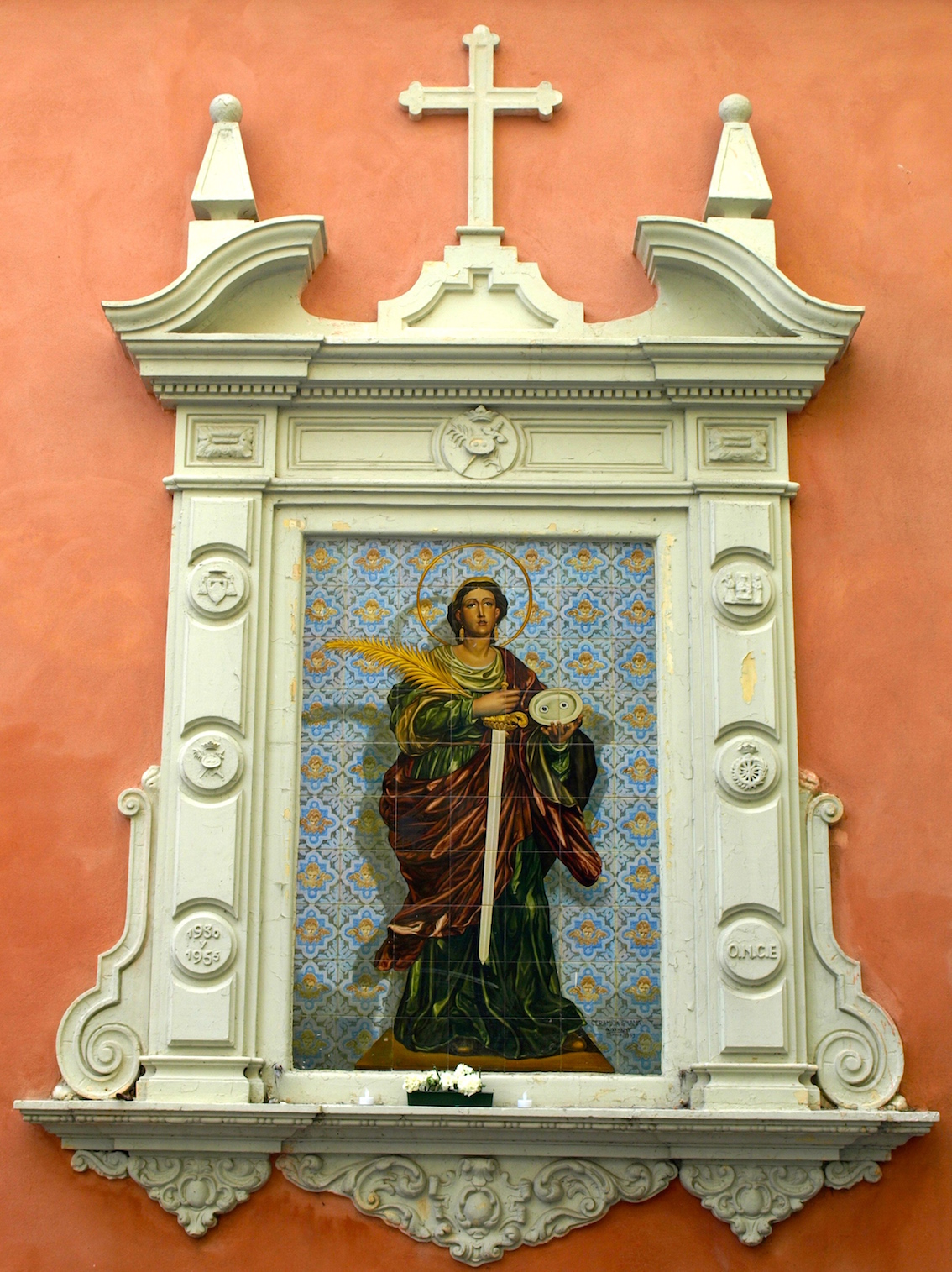
Azulejo de Sainte-Lucie.

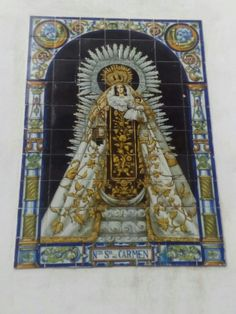
Azulejo de la Vierge du Carmen dans la façade principale.

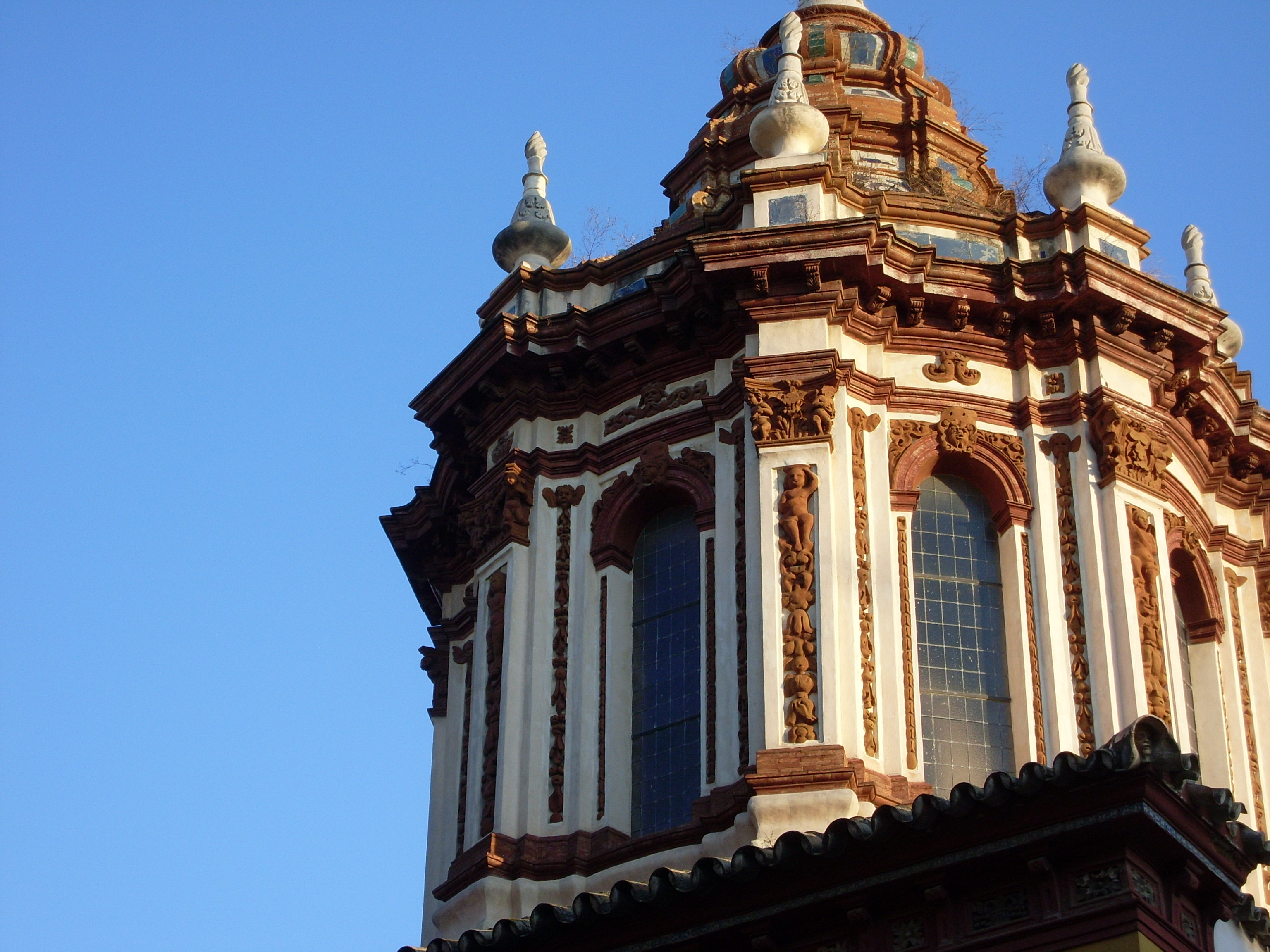
Lanterne de la Capilla Sacramental
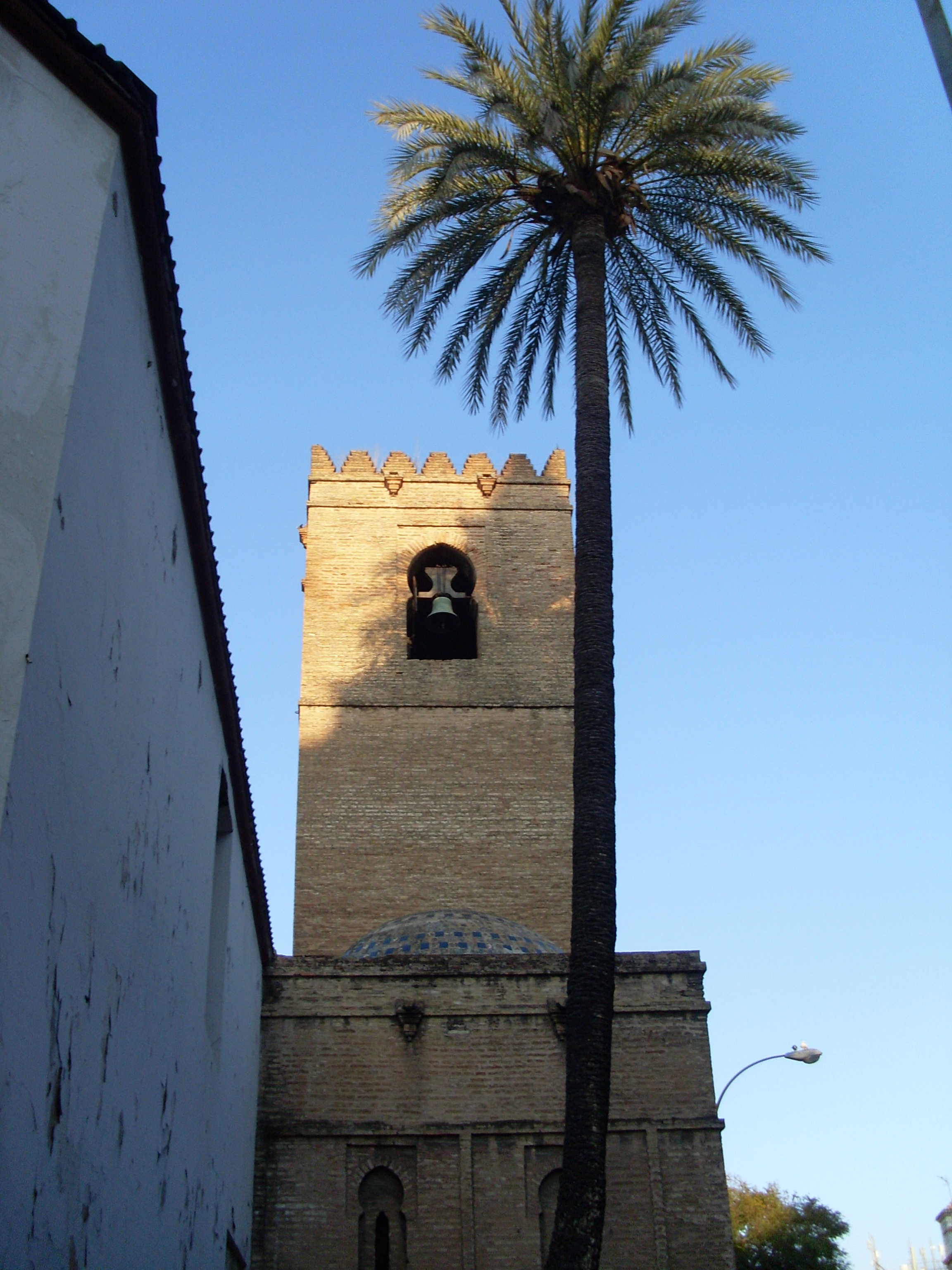
Minaret
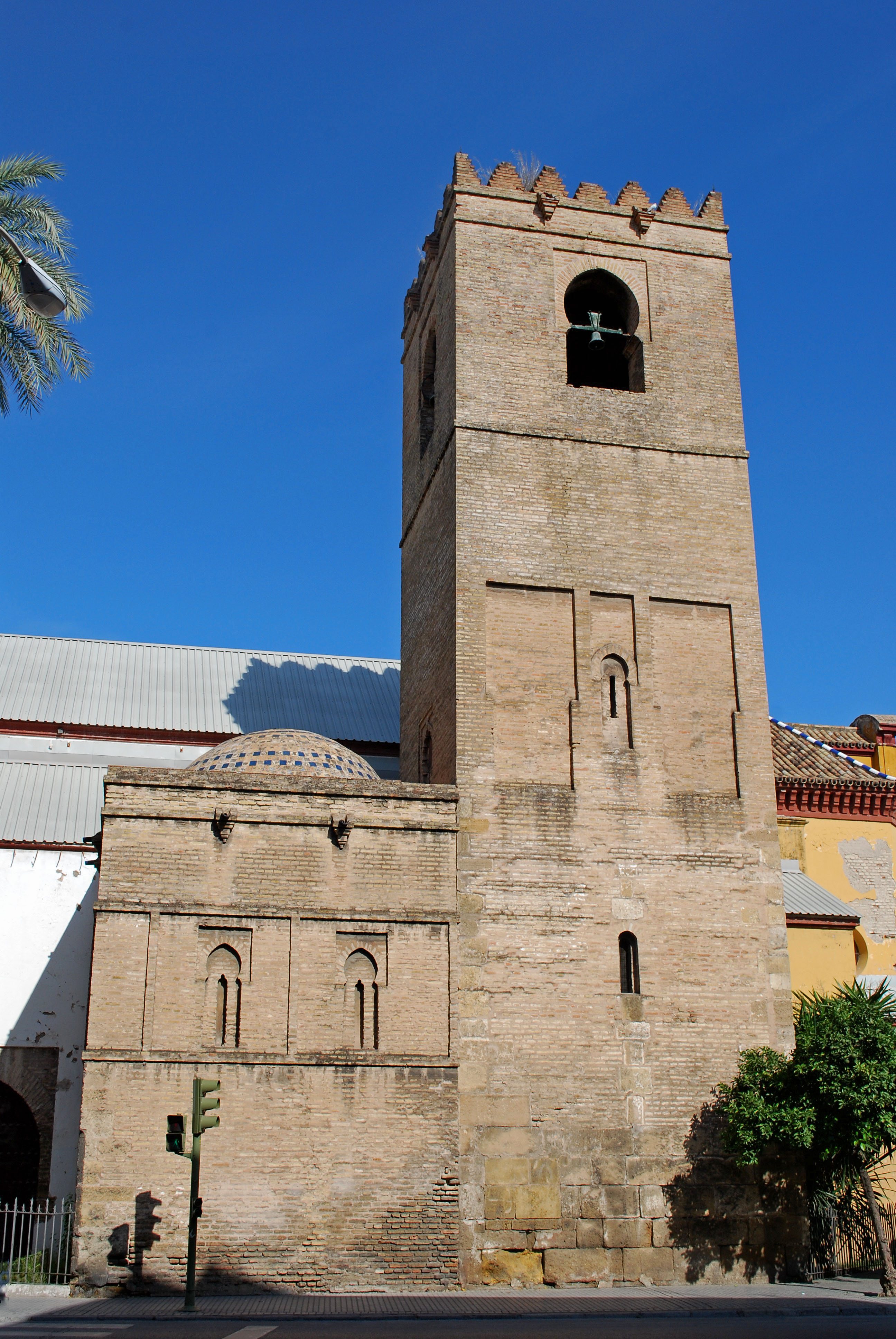
Minaret
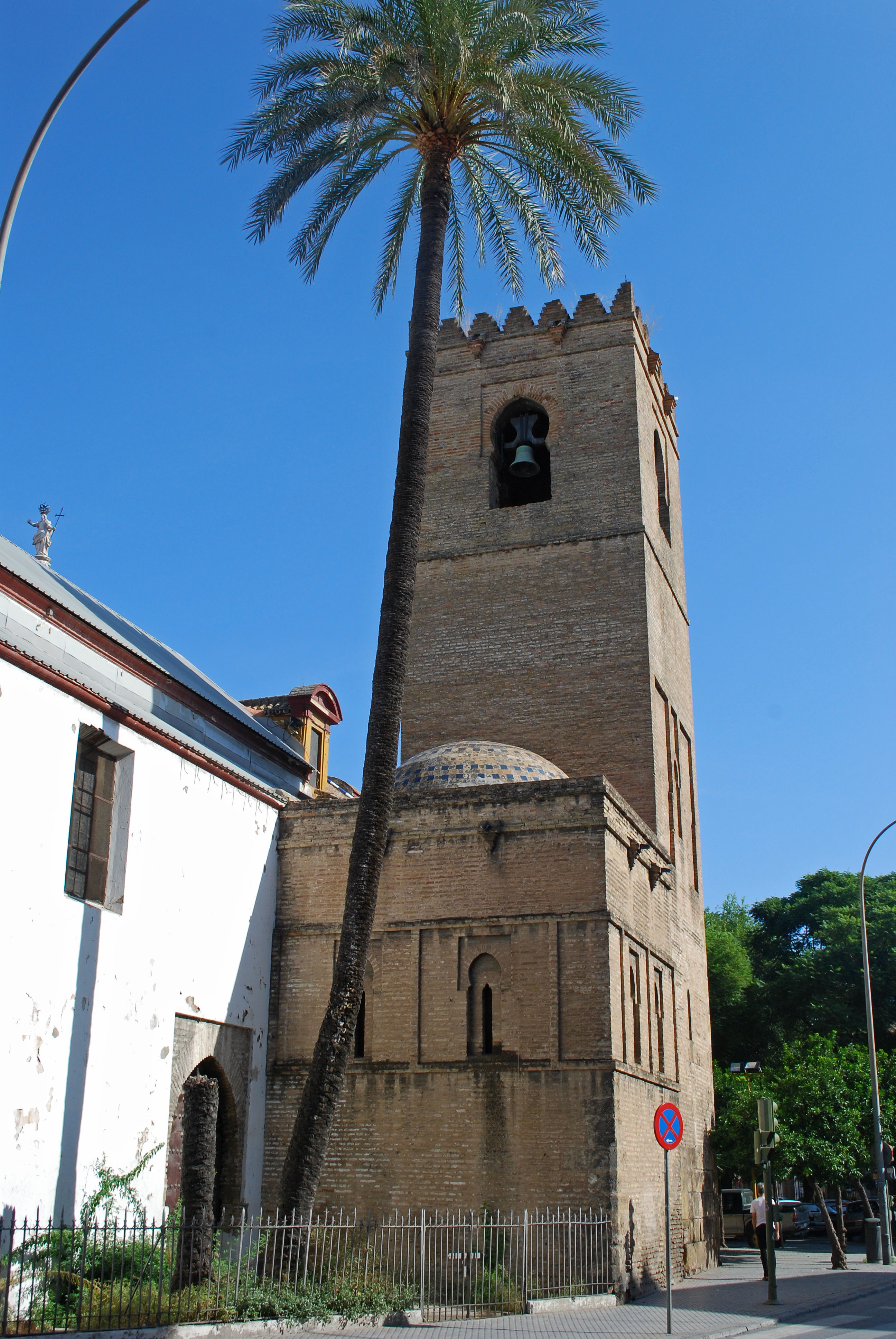
Minaret
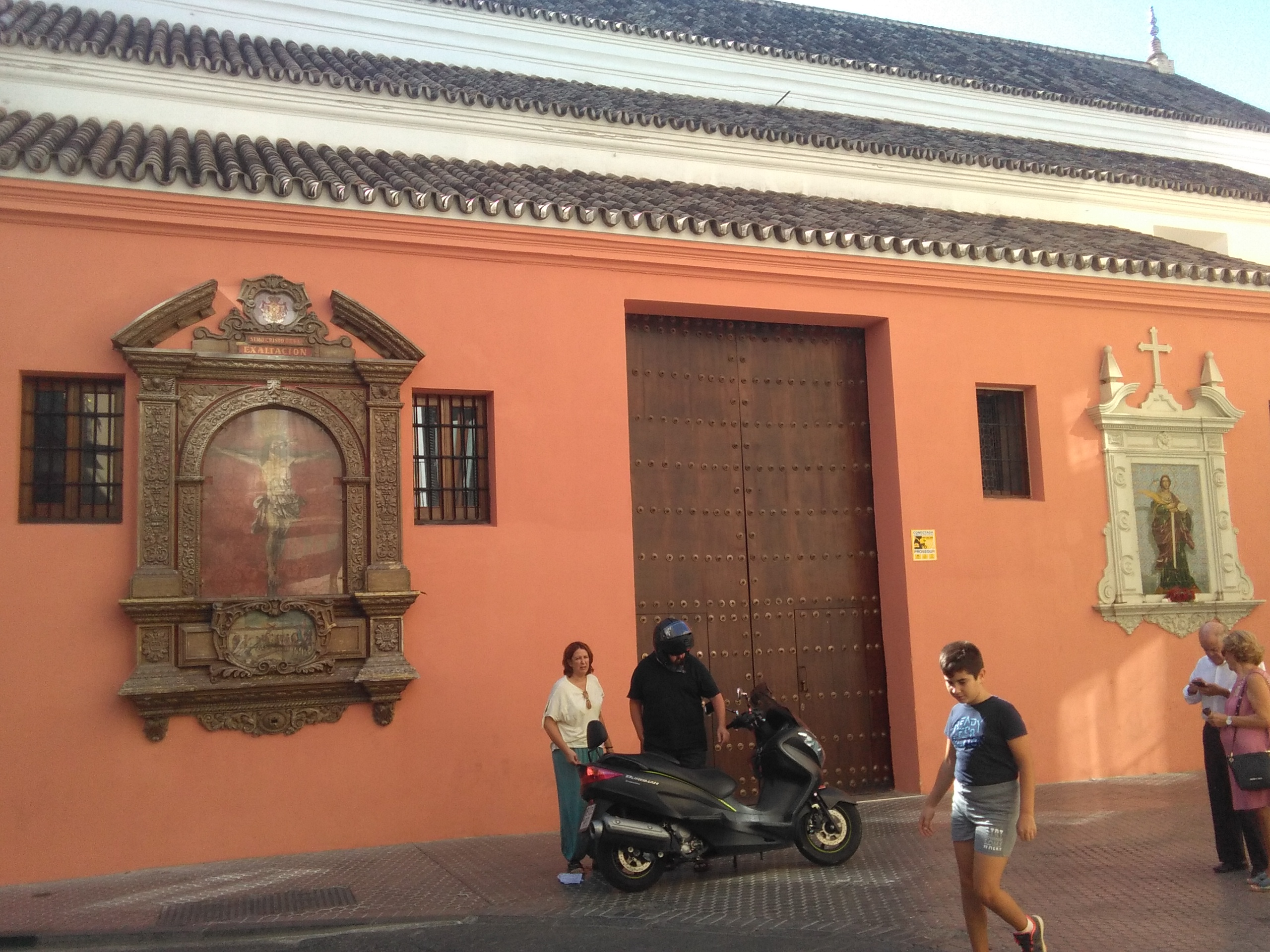
Portail latéral